# رودی ریو
رودی ریو (انگلیسی: Rudy Riou؛ زادهٔ ۲۲ ژانویهٔ ۱۹۸۰) بازیکن فوتبال اهل فرانسه است.
از باشگاه‌هایی که در آن بازی کرده‌است می‌توان به باشگاه فوتبال لانس، باشگاه فوتبال المپیک مارسی، باشگاه ورزشی مون‌پلیه، باشگاه فوتبال رویال شارلوا، باشگاه فوتبال نانت، باشگاه فوتبال اود-هورلی لوون، و باشگاه فوتبال تولوز اشاره کرد.